# La última cima
La última cima (De laatste bergtop), is een documentairefilm uit 2010 geregisseerd door Juan Manuel Cotelo over het leven van de Spaanse priester Pablo Dominguez (1966-2009). Tijdens zijn korte leven was hij gekend door velen en graag gezien. Na zijn plotse dood, bij de beklimming van een bergtop, getuigden velen over wat deze gewone priester zo bijzonder maakte. In deze documentaire van tachtig minuten wordt het verhaal verteld van een priester die leefde vanuit de liefde van God om priester te zijn voor velen.